# 유가을
유가을(柳佳乙1967년 8월 20일 ~ )은 2011년 9월, 제1집 앨범 <가시고기 사랑>으로 데뷔한 대한민국의 가수이다.

## 데뷔와 가수활동
- 2011년. 09월, 제1집 앨범《가시고기 사랑 (Digital Single)》발표

| 연도         | 프로그램명          | 곡명          | 방송사 | 비고                     |
| ------------ | ------------------- | ------------- | ------ | ------------------------ |
| 2012. 2.     | 《전국톱텐가요쇼》  | 가시고기 사랑 | KBC    | TV 데뷔 프로그램         |
| 2012. 4. 9.  | 《가요무대-1268회》 | 첫사랑의 화원 | KBS    | 춘화가무편               |
| 2012. 5. 2.  | 《전국노래자랑》    | 가시고기 사랑 | KBS    | 전남 함평군편            |
| 2012. 8. 20. | 《가요무대-1286회》 | 사랑의 교실   | KBS    | 가요산맥 이봉조 25주기편 |

## 데뷔
- 2011년 싱글 앨범 [가시고기 사랑]

## 수록곡
- 가시고기 사랑(추가열 작사/추가열 작곡) 우크렐레 연주-함춘호
- 무엇을 드릴까요(이재인 작사/이재인 작곡)

## 유가을의 음악세계
독특한 색채의 음빛깔과 풍부한 성량을 지닌 유가을의 노래는 언뜻 질그릇처럼 투박한 듯하면서도 수정같이 투명한 양가성을 지니고 있다.

꽤 오랫동안 유수의 클럽에서 손수길, 신동진, 이재인 등 유명 뮤지션들과 함께 공연한 경험과 재즈계의 대부로 통하는 이판근 선생의 엄격한 사사를 통하여 탄탄한 음악적 반석을 다졌고, 미국에 있는 동안에도 현지의 유명 음악인들에게 보컬레슨을 받는 등 유가을의 은근한 목소리는 스스로의 끊임 없는 담금질에 의한 필연적 산물이다.

이번 음반에 수록된 곡을 만들고 프로듀서로 참여한 싱어송라이터 추가열은 처음엔 자신의 음악과 유가을의 조화를 반신반의했지만 녹음과정에서 완벽하게 용해되는 유가을의 유니크한 음색과 감성에 매료되어 자신의 작품에 스스로 '피그말리온이 되어버린 것 같다'고 할만큼 최상의 만족감을 보였다.

함춘호, 강수호, 오대호 등 실력파 뮤지션들이 레코딩에 참여한 이번 앨범에 믹싱 엔지니어로 초대된 그룹 '토이'의 원년 멤버 윤정오 또한 '근래에 접하지 못했던 음색의 소유자'라며 '세련된 디지털과 중후한 아날로그의 감성'이 잘 어우러진 이번 작품을 높이 평가했다.

이번 앨범의 타이틀 곡인 '가시고기 사랑'은 끝 닿을 수 없이 깊고 두터운 부모의 사랑을 표현한 노래로 바쁜 일상으로 잊고 지냈던 부모님의 희생과 사랑을 마치 맑은 산소로 환기를 시키듯 우리의 기억 속에 잠시 되뇌게 하는 곡이다.
| “ | 아름다울 가(佳), 새 을(乙) '가을(佳乙)'이란 이름이 의미를 말해주듯 '아름답게 우짖는 한 마리 새'처럼 유가을은 자신의 노래를 통하여 많은 사람과 나누고 교감하는 첫걸음을 이제 막 시작하였다. 유가을의 걸음마가 향후 가요계에 의미있는 족적으로 남겨지리라 기대한다. 2011. 9. <음악평론가 정하신>의 글 중에서 발췌 | ” |